# Таунер (округ, Північна Дакота)
Шаблон:StateAbbr_ 48°41′ пн. ш. 99°15′ зх. д. / 48.69° пн. ш. 99.25° зх. д.
Округ  Таунер (англ. Towner County) — округ (графство) у штаті  Північна Дакота, США. Ідентифікатор округу 38095.

## Історія
Округ утворений 1883 року.

## Демографія
За даними перепису 
2000 року 
загальне населення округу становило 2876 осіб, усе сільське.
Серед мешканців округу чоловіків було 1416, а жінок — 1460. В окрузі було 1218 домогосподарств, 786 родин, які мешкали в 1558 будинках.
Середній розмір родини становив 2,93.
Віковий розподіл населення поданий у таблиці:
| Стать    | До 15 років | 15-21 | 22-29 | 30-39 | 40-49 | 50-65 | 65-85 | Понад 85 |
| -------- | ----------- | ----- | ----- | ----- | ----- | ----- | ----- | -------- |
| Чоловіки | 254         | 142   | 55    | 189   | 250   | 253   | 241   | 32       |
| Жінки    | 290         | 90    | 70    | 162   | 216   | 235   | 296   | 101      |

## Суміжні округи
- Картрайт-Роблін, Манітоба, Канада — північ
- Луїз, Манітоба, Канада — північний схід
- Кавальєр — схід
- Ремсі — південний схід
- Бенсон — південь
- Пієрс — південний захід
- Ролетт — захід
- Кіллерні-Тартл-Маунтін, Манітоба, Канада — північний захід

## Виноски
1. ↑  US Decennial Census. US Census Bureau. Архів оригіналу за 12 травня 2015. Процитовано 1 лютого 2015.
2. ↑  Historical Census Browser. University of Virginia Library. Архів оригіналу за 11 серпня 2012. Процитовано 1 лютого 2015.
3. ↑  Forstall, Richard L., ред. (20 квітня 1995). Population of Counties by Decennial Census: 1900 to 1990. US Census Bureau. Архів оригіналу за 5 березня 2015. Процитовано 1 лютого 2015.
4. ↑  Census 2000 PHC-T-4. Ranking Tables for Counties: 1990 and 2000 (PDF). US Census Bureau. 2 квітня 2001. Архів оригіналу (PDF) за 18 грудня 2014. Процитовано 1 лютого 2015.
5. ↑  State & County QuickFacts. Бюро перепису населення США. Архів оригіналу за 21 липня 2011. Процитовано 1 листопада 2013. [Архівовано 2011-06-07 у Wayback Machine.](англ.) Наведено за англійською вікіпедією.
6. ↑  American FactFinder. Бюро перепису населення США. Архів оригіналу за 26 лютого 2012. Процитовано 31 січня 2008. [Архівовано 2008-05-21 у Wayback Machine.]

| США | Це незавершена стаття з географії США. Ви можете допомогти проєкту, виправивши або дописавши її. |